# Stoß (Holzmaß)
Stoß war ein Volumenmaß für Brennholz im Großherzogtum Hessen und nach Schlesischen Maßen in Breslau. Wurde nicht nach Klafter gerechnet, teilte man einen Stoß in Halbe- und Viertelstöße ein. Im Großherzogtum Hessen wurde es 1821 eingeführt.
- Freie Stadt Frankfurt 1 Stoß = 4 Klafter = 12  Stecken[2]
- Breslau[3] 1 Stoß = 14 Fuß hoch; 20 Fuß breit und Klobenlänge 5 Fuß
- Breslau 1 Stoß = 10 Fuß hoch; 14 Fuß breit und Klobenlänge 3 Fuß
- Breslau 1 Klafter = 6 Fuß hoch; 6 Fuß breit und Klobenlänge 2 ½ bis 3 Fuß

Außerhalb von Breslau schwankte beim Klafter die Klobenlänge zwischen 2 ½ und 3 ½ Fuß. Ein Stoß hatte rechnerisch etwa 4 ½ Klafter, aber man setzte 6 ein. Die verschiedenen Höhen und Breiten sowie auch die Klobenlänge für die Klafter schwankten beachtlich. Dem Berliner Stoß war der Breslauer gleich mit 486 Quadratfuß und einer Klobenlänge von 3 Fuß.
- Breslau und Berlin 1 Stoß = 9 Fuß hoch; 18 Fuß breit und Klobenlänge 3 Fuß